# Кондрашёвка
Кондрашёвка — село в Семилукском районе Воронежской области.

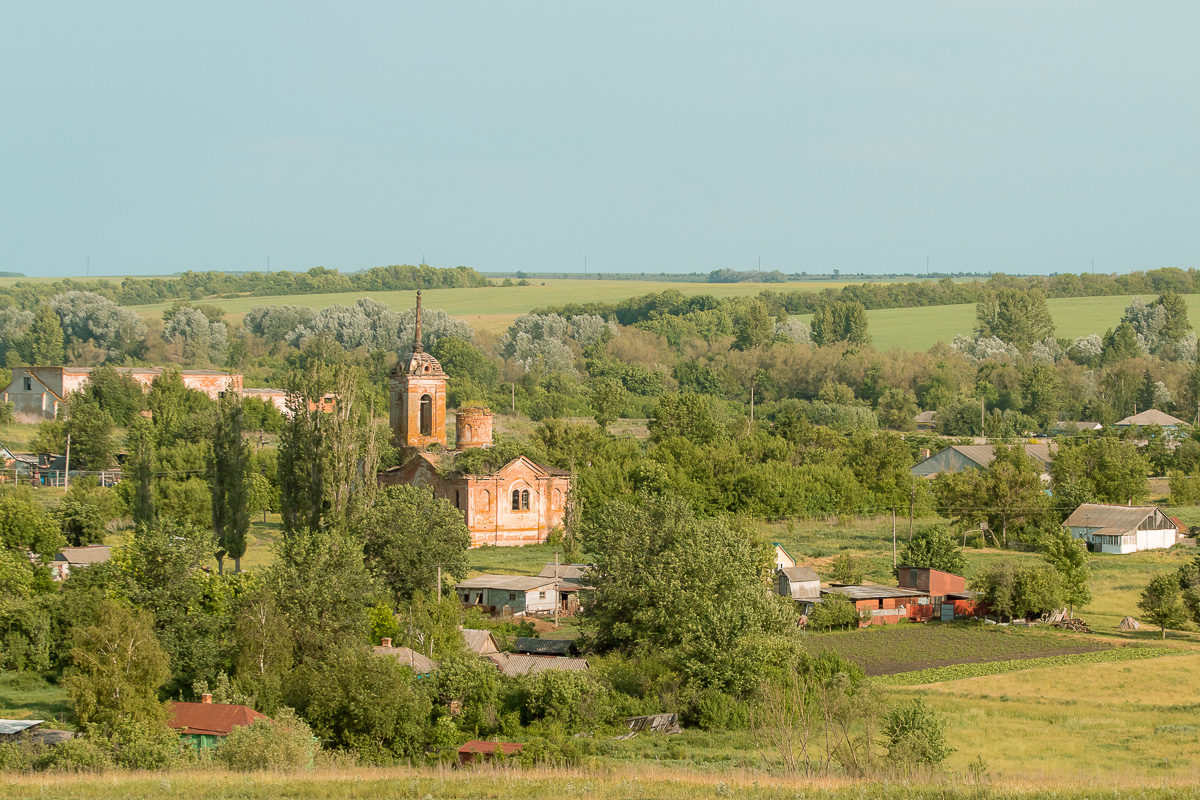
Вид на село Кондрашевка

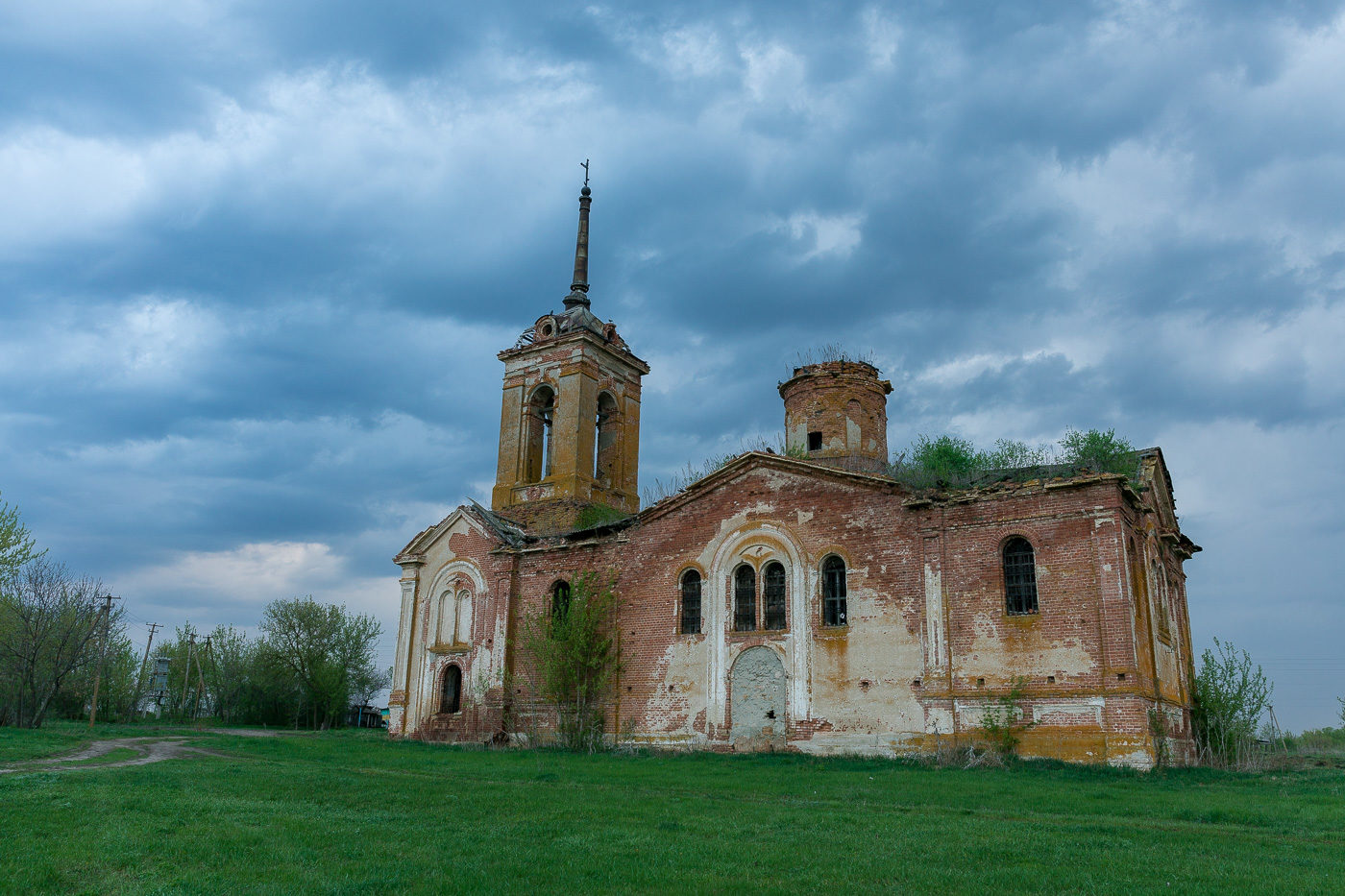
Церковь Николая Чудотворца в с. Кондрашевка

Входит в состав Стадницкого сельского поселения.

## География
Село расположено при слиянии рек Серебрянка и Ведуга.

### Улицы
| - ул. Заречная - ул. Зеленая - ул. Карьерная - ул. Луговая - ул. Молодежная - ул. Набережная | - ул. Подлесная - ул. Полевая - ул. Садовая - ул. Стрелиновка - ул. Тенистая - пер. Овражный |

## История
Основано в начале XIX века. 

## Достопримечательности
На рубеже XIX—XX веков в центре села была построена церковь Николая Чудотворца.

## Население
| 1859 | 1897  | 2010 |
| ---- | ----- | ---- |
| 447  | ↗1008 | ↘229 |

## Инфраструктура
В селе имеется Прудовое хозяйство «Рыбное место».